# Тигр (зодіак)

Рік тигра

Тигр (虎) — є третьому з 12-річного циклу тварин, ознакою земних гілок характер 寅, які з'являються в китайському зодіаку пов'язаний з китайським календарем. Він характеризується як ян, асоціюється з елементом «дерево», символізує силу, сміливість, хоробрість, активність і лідерські якості, але, з іншого боку, імпульсивність і запальність.
Час доби під управлінням Тигра: 03.00-05.00.
Відповідний знак Зодіаку: Водолій

## Роки та п'ять елементів
Люди, що народилися в ці діапазони цих дат належать до категорії народилися в «рік тигра»:
- 8 лютого 1902 — 28 січня 1903, рік Водяного Тигра.
- 26 січня 1914 — 13 лютого 1915, рік Дерев'яного Тигра.
- 13 лютого 1926 — 1 лютого 1927, рік Вогненного Тигра.
- 31 січня 1938 — 18 лютого 1939, рік Земляного Тигра.
- 17 лютого 1950 — 5 лютого 1951, рік Металевого Тигра.
- 5 лютого 1962 — 24 січня 1963, рік Водяного Тигра.
- 23 січня 1974 — 10 лютого 1975, рік Дерев'яного Тигра.
- 9 лютого 1986 — 28 січня 1987, рік Вогненного Тигра.
- 28 січня 1998 — 15 лютого 1999, рік Земляного Тигра.
- 15 лютого 2010 — 2 лютого 2011, рік Металевого Тигра.
- 1 лютого 2022 — 21 січня 2023, рік Водяного Тигра.
- 19 лютого 2034 — 7 лютого 2035, рік Дерев'яного Тигра.